# Kima variabilis
Kima variabilis är en spindelart som beskrevs av George William Peckham och Elizabeth Maria Gifford Peckham 1903. Kima variabilis ingår i släktet Kima och familjen hoppspindlar. Inga underarter finns listade i Catalogue of Life.